# SHoP Architects

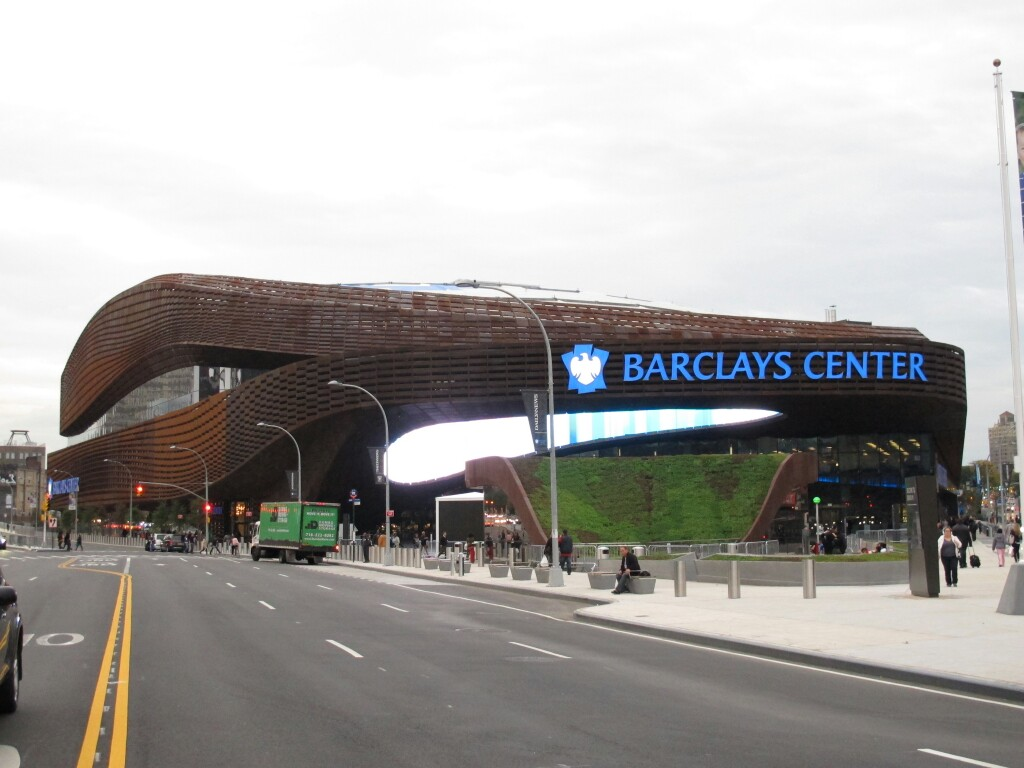
Barclays Center

SHoP Architects is een architectenbureau in Lower Manhattan (New York), met projecten op vijf continenten. Onder leiding van vijf directeurs levert het bedrijf diensten aan woongelegenheden, commerciële gebouwen, scholen en culturele instellingen, evenals grootschalige plannen.
SHoP Architects is opgericht in 1996. Het werk van het bedrijf is internationaal tentoongesteld en opgenomen in de permanente collectie van het Museum of Modern Art. De eerste monografie, Out of Practice, werd in 2012 gepubliceerd door de Monacelli Press.

## Werken
Het bedrijf staat bekend om de ontwerpen van de Barclays Center arena in Brooklyn, New York, het contract met de Howard Hughes Corporation om de South Street Seaport te ontwikkelen, en het ontwerp van 111 West 57th Street. 111 West 57th is een van de vele projecten die SHoP Architects heeft ontworpen in samenwerking met JDS Development Group. Andere gebouwen zijn de American Copper Buildings en The Brooklyn Tower.
SHoP ontwierp ook het Museum of Sex in New York, een renovatie van Governors Island, en de uitbreiding van het hoofdkantoor van Google in Silicon Valley, Californië.
SHoP is ook bekend om zijn werk aan grootschalige ontwikkelingsprojecten. Deze omvatten de herontwikkeling van de Domino Sugar Factory, Essex Crossing, en Schuylkill Yards.

## Prijzen en onderscheidingen
In 2014 werd SHoP genoemd in het Fast Company magazine als 'Meest innovatieve architectenbureau in de wereld", en een van de "meest innovatieve bedrijven in de wereld" voor het beleid van het accepteren van het eigen vermogen in projecten, in plaats van de traditionele betaling, in ruil voor de diensten, alsmede voor het gebruik van modulaire bouwmethoden.
SHoP Architects kreeg in 2009 ook de National Design Award voor Architectonisch Design van het Smithsonian Institution's Cooper Hewitt National Design Museum, de Chicago Athenaeum American Architecture Awards, en prijzen van het American Institute of Architects' voor zowel de stad als de staat New York.

## Kritiek
Justin Davidson, de architectuurcriticus voor het New York Magazine, noemde de firma "alomtegenwoordig" en bekritiseerde het plan met de Howard Hughes Corporation voor de South Street Seaport. Hij zei dat de enige toren "een nieuwe barrière tussen de zeehaven en de wereld daarbuiten" creëert. Hij schrijft dat zowel de ontwikkelaar en de onderneming de "goedaardige armzaligheid" van het gebied moeten begrijpen en niet "een nieuw precedent maken voor het claimen van de waterkant voor woningen".